# ريكس لاسام
ريكس لاسام (بالإنجليزية: Rex Lassam)‏ (13 يوليو 1896 – 14 يناير 1983) هو سبّاح من بريطانيا الغظمي راحل، مثّل بلاده في الألعاب الأولمبية الصيفية 1920.

## روابط خارجية
ريكس لاسام على موقع اللجنة الأولمبية الدولية (الإنجليزية)
- ريكس لاسام على موقع أوليمبيديا (الإنجليزية)
- ريكس لاسام على موقع اللجنة الأولمبية البريطانية (الإنجليزية)